# Pomeranian Journal of Life Sciences
Pomeranian Journal of Life Sciences (dawniej „Roczniki Pomorskiej Akademii Medycznej w Szczecinie”) – naukowe wydawnictwo ciągłe ukazujące się od 1951 roku. Kwartalnik wydawany przez Pomorski Uniwersytet Medyczny w Szczecinie. Publikowane są w nim oryginalne prace naukowe (z dziedziny medycyny, nauk przyrodniczych, społecznych i humanistycznych), w tym skróty doktoratów, a także krótkie doniesienia, prace poglądowe i opisy przypadków. Redaktorem naczelnym od 1962 roku był prof. dr hab. n. med. Eugeniusz Miętkiewski, a od 2000 jest prof. dr hab. n. med. Ireneusz Kojder. W ministerialnym wykazie czasopism naukowych w latach 2016–2018 znajdował się na liście B i miał przyznane 9 pkt., a od roku 2019 ma 20 pkt.